# 毋忘我 (電視劇)
《毋忘我》是香港亞洲電視製作的劇集，於1984年3月5日首播，由梅小青監製，葉玉萍、羅樂林、魯振順、張淑玲等主演。

## 演員表
- 葉玉萍 飾 鄭美倩
- 羅樂林 飾 莊平
- 楊仲恩 飾 莊偉
- 魯振順 飾 雷正邦
- 張淑玲 飾 歐陽慧心
- 苑麗瓊 飾 鄭美嫦
- 陳美儀 飾 鄭美麗
- 陳莉莉 飾 Jenny
- 徐寶鳳 飾 莊寧
- 江濤 飾 戚繼成
- 鮑漢琳 飾 雷國康
- 熊德誠 飾 鄧英明
- 吳彩南 飾 張文輝
- 黃秋生 飾 June
- 伍永森 飾 Lounge老闆
- 尹建邦 飾 鄭德志
- 劉一帆 飾 鄭北海
- 凌文海 飾 羅帶旺
- 歐陽莎菲 飾 鄧太
- 于楓 飾 歐陽太
- 曹查理 飾 Peter